# Augustinus Bludau
Augustinus Bludau (ur. 6 marca 1862 w Dobrym Mieście, zm. 9 lutego 1930 we Fromborku) – niemiecki duchowny rzymskokatolicki, doktor teologii, biskup diecezjalny warmiński w latach 1909–1930.

## Życiorys
Był synem krawca z Dobrego Miasta. Zyskał uznanie jako biblista, od 1895 był profesorem egzegezy Pisma Świętego w Monastyrze. Jego znaczącym osiągnięciem naukowym było wykazanie nieautentyczności fragmentu z listu św. Jana. Habilitował się w Liceum Hosianum w Braniewie.
26 listopada 1908 został wybrany przez kapitułę warmińską na następcę zmarłego biskupa Andreasa Thiela; otrzymał prekonizację papieską 12 kwietnia 1909 i objął rządy w diecezji 20 czerwca tego roku. Sakry biskupiej udzielił mu 20 czerwca 1909 biskup Ludwik Filip Schaefer, wikariusz apostolski w Saksonii. Przeprowadził ją przez trudny okres I wojny światowej oraz lat powojennych. Wobec plebiscytu na Warmii (1920) zachowywał postawę umiarkowaną, bliższą jednak interesom niemieckim. W 1922 przeprowadził synod diecezjalny.
Biskup Augustinus Bludau posługiwał się językiem polskim, jednak niewiele czynił dla wiernych pochodzenia polskiego. Wręcz odwrotnie, w 1911 sprzeciwił się zamiarom drukowania tygodnika religijnego w języku polskim.